# Ochthephilus repentinus
Ochthephilus repentinus är en tvåhjärtbladig växtart som beskrevs av John Julius Wurdack. Ochthephilus repentinus ingår i släktet Ochthephilus och familjen Melastomataceae. Inga underarter finns listade i Catalogue of Life.